# Philip Taaffe

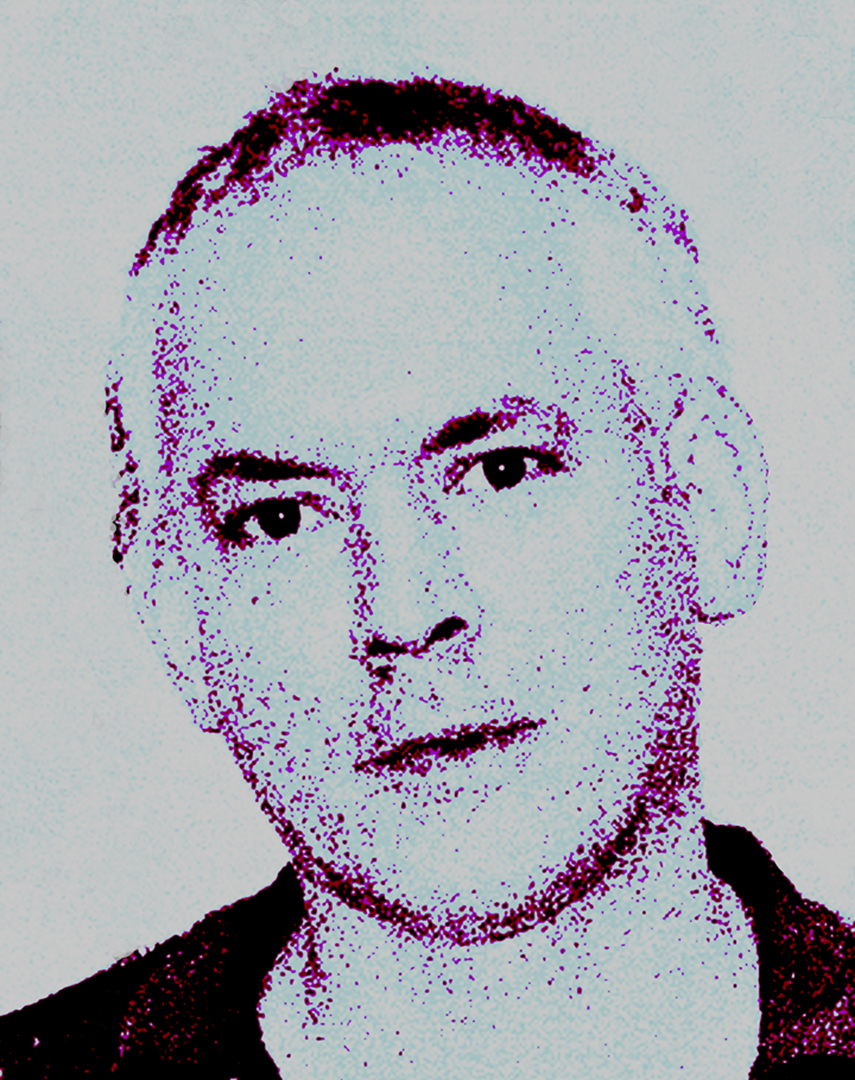
Philip Taaffe, 2001

Philip Taaffe (* 1955 in Elizabeth, New Jersey) ist ein US-amerikanischer Maler.

## Leben
Taaffe begann seine künstlerische Ausbildung Mitte der 1970er Jahre an der Cooper Union New York bei dem Künstler Hans Haacke und hatte seine erste Einzelausstellung 1982 in New York. Er reiste durch den Nahen Osten, Indien, Marokko, Japan und Südamerika und lebte von 1988 bis 1991 in Neapel. Taaffe lebt in New York.

## Werk
Philip Taaffe wurde Anfang der 1980er Jahre mit der Bewegung der Appropriation Art international bekannt. Er ging zunächst von der Tradition der gegenstandslosen Malerei des 20. Jahrhunderts aus und verband seine Konzeption abstrakter Kunst mit Untersuchungen zum Ornament. Durch einen längeren Aufenthalt in Neapel und Reisen durch Nordafrika, den Mittleren Osten, Indien, Südamerika und Japan entwickelte sich seine Begeisterung für die Ornamente und Abstraktionstechniken unterschiedlicher Kulturen, die ihm bis heute als Fundus für seine Arbeit dienen. Seit der Mitte der 1990er Jahre erweitert Taaffe seine Quellen um Naturdarstellungen, die vorwiegend aus historischen Büchern und wissenschaftlichen Abhandlungen stammen. Nach eigenem Bekunden ist der Künstler „stets auf der Suche nach Repräsentanten, die für ihre Art so typisch sind, dass sie fast schon als abstrakte Elemente existieren (…).“ Taaffe variiert und verarbeitet sein Motivvokabular, in dem er Formen, Symbole und Ornamente in neuen überraschenden Konstellationen, als Fragmente und in leuchtenden Farben auf die Leinwand und damit in einen neuen Kontext bringt.
Sein Werk ist in Museen und Sammlungen in New York, Wien, Rom, Hamburg, Berlin vertreten. Die erste große Retrospektive seiner Werke von 1980 bis 2008 mit dem Titel „Das Leben der Formen“ fand 2008 im Kunstmuseum Wolfsburg statt.